# Borghi
Borghi é uma comuna italiana da região da Emília-Romanha, província de Forlì-Cesena, com 2.732 habitantes. Estende-se por uma área de 30,11 km², tendo uma densidade populacional de 79,38 hab/km². Faz fronteira com Longiano, Poggio Berni (RN), Roncofreddo, Santarcangelo di Romagna (RN), Sogliano al Rubicone, Torriana (RN).

## Demografia
| Variação demográfica do município entre 1861 e 2011                               |
|                                                                                   |
| Fonte: Istituto Nazionale di Statistica (ISTAT) - Elaboração gráfica da Wikipedia |